# Detlef Richter
Detlef Richter (* 6. Juni 1956 in Leipzig, DDR) ist ein ehemaliger deutscher Bobfahrer. Sein Heimatverein war der ASK Vorwärts Oberhof.
Er startete für die Mannschaft der Deutschen Demokratischen Republik (DDR) 1980 und 1988 bei Olympischen Winterspielen und errang bei den Spielen 1980 in Lake Placid gemeinsam mit Horst Schönau, Roland Wetzig und Andreas Kirchner die Bronzemedaille im Viererbob.
Zusammen mit Steffen Grummt gewann er im Zweierbob eine Silbermedaille bei der Bob-Weltmeisterschaft 1985 in Cervinia und eine Bronzemedaille bei der Bob-Weltmeisterschaft 1986 in Königssee. Im Viererbob wurde er bei der Bob-Weltmeisterschaft 1979 in Königssee im Schlitten von Steuermann Meinhard Nehmer und bei der Bob-Weltmeisterschaft 1985 als Steuermann jeweils Vizeweltmeister sowie bei der Bob-Weltmeisterschaft 1983 in Lake Placid als Steuermann Dritter.
Bei Europameisterschaften belegte er 1984 in Igls den zweiten und 1986 in Igls den dritten Platz im Zweierbob sowie 1981 in Igls, 1982 in Cortina d’Ampezzo und 1984 in Igls jeweils den zweiten Platz im Viererbob. 
Für den Gewinn der Silbermedaille bei den Weltmeisterschaften 1985 im Viererbob (Bodo Ferl, Dietmar Jerke, Mathias Legler, Detlef Richter) wurde er mit dem Vaterländischen Verdienstorden in Silber ausgezeichnet.